# Premio Morgan
Il premio Morgan (più precisamente, il Frank and Brennie Morgan Prize for Outstanding Research in Mathematics by an Undergraduate Student) è un premio annuale dato a uno studente universitario degli Stati Uniti, Canada, o Messico che si sia distinto nell'attività di ricerca nel campo della matematica. Il premio, consistente in 1000 dollari donati da Frank Morgan, è stato istituito nel 1995 ed è assegnato congiuntamente dall'American Mathematical Society, la Mathematical Association of America e la Society for Industrial and Applied Mathematics.

## Vincitori
1996
Vincitore: Kannan Soundararajan (Università del Michigan) per i suoi lavori in teoria dei numeri analitica
Menzione d'onore: Kiran Kedlaya (Università di Harvard)
1997
Vincitore: Manjul Bhargava (Università di Harvard)  per i suoi lavori in algebra
Menzione d'onore: Lenhard Ng (Università di Harvard)
1998
Vincitore: Jade Vinson (Washington University) per i suoi lavori in analisi e geometria
Menzione d'onore: Vikaas S. Sohal (Università di Harvard)
1999
Vincitore: Daniel Biss (Università di Harvard) per i suoi lavori in teoria combinatoria dei gruppi e topologia
Menzione d'onore: Aaron F. Archer (Harvey Mudd College)
2000
Vincitore: Sean McLaughlin (University del Michigan) per la sua dimostrazione della congettura dodecaedrale
Menzione d'onore: Samit Dasgupta (Università di Harvard)
2001
Vincitore: Jacob Lurie (Università di Harvard) per i suoi lavori sulle algebre di Lie
Menzione d'onore: Wai Ling Yee (University di Waterloo)
2002
Vincitore: Ciprian Manolescu (Università di Harvard) per i suoi lavori in omologia di Floer
Menzione d'onore: Michael Levin (MIT)
2003
Vincitore: Joshua Greene (Harvey Mudd College) Per la sua dimostrazione della congettura di Kneser
Menzione d'onore: Nessuna
2004
Vincitore: Melanie Wood (Università Duke) per i suoi lavori in Belyi-extending maps e P-ordinamenti
Menzione d'onore: Karen Yeats (Università di Waterloo)
2005
Vincitore: Reid W. Barton (MIT) per i suoi lavori in Packing densities of Patterns
Menzione d'onore: Po-Shen Loh (Università di Cambridge)
2006
Vincitore: Jacob Fox (MIT) per i suoi lavori in teoria di Ramsey e teoria dei grafi
Menzione d'onore: Nessuna
2007
Vincitore: Daniel Kane (MIT) per i suoi lavori in teoria dei numeri
Menzione d'onore: Nessuna
2008
Vincitore: Nathan Kaplan (Università di Princeton) per i suoi lavori in teoria dei numeri algebrica
Menzione d'onore: Nessuna
2009
Vincitore: Aaron Pixton (Università di Princeton) per i suoi lavori in topologia algebrica e teoria dei numeri
Menzione d'onore: Andrei Negut (Università di Princeton) per i suoi lavori in teoria algebrica del cobordismo e sui sistemi dinamici
2010
Vincitore: Scott Duke Kominers (Università di Harvard) per i suoi lavori in teoria dei numeri, geometria computazionale e economia matematica
Menzione d'onore: Maria Monks (Combinatorics e number theory, MIT e Università di Cambridge) per i suoi lavori in
2011
Vincitore: Maria Monks (MIT e Università di Cambridge) per i suoi lavori in combinatoria e teoria dei numeri 
Menzione d'onore: Michael Viscardi (Università di Harvard) per i suoi lavori in geometria algebrica e Yufei Zhao (MIT) per i suoi lavori in combinatoria e teoria dei numeri
2012
Vincitore: John Pardon